# Billigheim
Billigheim ist eine Gemeinde im baden-württembergischen Neckar-Odenwald-Kreis. Sie gehört zur europäischen Metropolregion Rhein-Neckar.

## Geografie

### Geografische Lage
Billigheim liegt im Bauland zwischen Odenwald und dem Jagsttal ca. 12 km östlich von Mosbach und 25 km nördlich von Heilbronn.
Die Muschelkalkböden werden von der Schefflenz entwässert.
Nachbargemeinden und -städte sind: Roigheim, Möckmühl, Neudenau und Gundelsheim im Landkreis Heilbronn, sowie Neckarzimmern, Mosbach, Elztal und Schefflenz im Neckar-Odenwald-Kreis.

### Gemeindegliederung
Die Gemeinde Billigheim besteht aus fünf Ortsteilen: Allfeld, Billigheim, Katzental, Sulzbach und Waldmühlbach. Die Ortsteile sind räumlich identisch mit den früheren Gemeinden gleichen Namens, ihre offizielle Benennung erfolgt in der Form „Billigheim, Ortsteil …“. Die Ortsteile bilden zugleich Wohnbezirke im Sinne der baden-württembergischen Gemeindeordnung.
Zum Ortsteil Allfeld gehören das Dorf Allfeld, die Höfe Eichhof, Gänslacherhof, Ober Bichelbacherhof (auch Beutelhof), Schopfenhof, Se(e)lbacherhof, Unter Bichelbacherhof (vgl. Ober Bichelbacherhof), das Gehöft Assulzer(Aüßer)hof und das Haus Untere Mühle (Sägmühle). Zum Ortsteil Billigheim gehören das Dorf Billigheim, der Weiler Schmelzenhof, der Ort „Stuhlseite, Mühle“ und die Häuser Ziegelhütte. Zu dem Ortsteil Sulzbach gehören die vier Talhöfe. Zu dem Ortsteil Katzental gehören die beiden Aussiedlerhöfe im Grund und der Röhrleinshof (Gätschenbergerhof). Zu dem Ortsteil Waldmühlbach gehört nur das gleichnamige Dorf.

Im Ortsteil Allfeld liegen die Wüstungen Selbach, Troppeneyhof und Marsel, dessen Lage nicht genau bekannt ist. Im Ortsteil Billigheim liegt die Wüstung Weilersberg, im Ortsteil Katzental die Wüstung Kröselingen und im Ortsteil Waldmühlbach liegen die Wüstungen Woluesloch und Inneres und mittleres Höflein.

### Polizeiliche Gliederung
Mit dem Inkrafttreten der Polizeistrukturreform am 1. Januar 2014 gehört Billigheim zum Polizeipräsidium Heilbronn.

## Geschichte

### Bis zum 19. Jahrhundert
Ungefähr im Jahre 1000 gründete Bischof Heinrich von Würzburg ein Benediktinerinnenkloster in Billigheim, wovon die erste Erwähnung des Ortes als „Closter Bullikhemb“ zeugt. Der vermutliche ältere Ort wurde wohl von einem fränkischen Regionalfürsten aus der Familie von Bulling gegründet. Im Jahr 1238 wurde das Kloster auf Wunsch der Nonnen in das Zisterzienserinnenkloster Billigheim umgewandelt und erlebte noch im 13. Jahrhundert seine Blüte, während der es bis zu seiner Auflösung auch die Ortsherrschaft innehatte.
1361 wurden Dorf und Kloster kurmainzisch und wurde von der Kellerei Allfeld verwaltet. 1462 wurde Billigheim vom Pfalzgrafen Ludwig von Zweibrücken belagert und angegriffen. Unter Kommando von Hans von Gemmingen konnte der Ort aber erfolgreich verteidigt und die Angreifer geschlagen werden. Durch Bauernkrieg und Reformation im 16. Jahrhundert wurde das Kloster geschwächt und 1584 schließlich von Erzbischof Wolfgang von Dalberg aufgehoben. Der Keller von Allfeld war zugleich Hofmeister zu Billigheim. Um 1700 wurde der Sitz der Kellerei von Allfeld nach Billigheim verlegt.
Durch den Reichsdeputationshauptschluss wurde Kurmainz säkularisiert und die Kellerei Billigheim fiel 1803 an das Fürstentum Leiningen. Die Leininger Fürsten errichteten 1803 im Ort ein Schloss, das im Jahre 1902 durch ein Feuer vernichtet wurde.

### Verwaltungsgeschichte
Seit der Gründung des Rheinbunds 1806 gehört Billigheim zum Großherzogtum Baden. Es gehörte zum Amt Mosbach und ab 1936 zum Landkreis Mosbach.
Am 31. Dezember 1973 wurde Waldmühlbach nach Billigheim eingemeindet. Am 1. Januar 1974 entstand die heutige Gemeinde Billigheim durch die Vereinigung der Gemeinden Allfeld, Billigheim und Katzental. Sulzbach kam am 1. Februar 1974 hinzu. Anlässlich der Kreisreform, die am 1. Januar 1973 in Kraft trat, wurde das Gebiet der heutigen Gemeinde vom aufgelösten Landkreis Mosbach in den Odenwaldkreis umgegliedert. Dieser wurde wegen der Namensgleichheit mit dem hessischen Landkreis am 10. September 1974 in Neckar-Odenwald-Kreis umbenannt.

### Einwohnerentwicklung
Ortsteil Billigheim
| Jahr | Einwohner |
| ---- | --------- |
| 1894 | 880       |
| 1933 | 881       |
| 1939 | 824       |
| 1945 | 969       |
| 2007 | 1772      |

Gemeinde Billigheim
Die Angaben entstammen dem Statistischen Landesamt Baden-Württemberg.
| Jahr | Einwohner |
| ---- | --------- |
| 1871 | 3830      |
| 1880 | 3937      |
| 1890 | 3570      |
| 1900 | 3606      |
| 1910 | 3724      |
| 1925 | 3622      |
| 1933 | 3620      |
| 1939 | 3380      |
| 1950 | 4817      |
| 1956 | 4495      |

| Datum | Einwohner |
| ----- | --------- |
| 1961  | 4617      |
| 1970  | 5292      |
| 1987  | 5309      |
| 1991  | 5659      |
| 1995  | 5748      |
| 2000  | 5853      |
| 2005  | 5862      |
| 2010  | 5742      |
| 2015  | 5900      |
| 2020  | 5972      |

## Religionen
Billigheim und seine Ortsteile sind aufgrund der historischen Zugehörigkeit zu Kurmainz und zum Deutschen Orden vorwiegend römisch-katholisch geprägt. Es gibt jedoch auch eine evangelische Gemeinde in dem Ort.

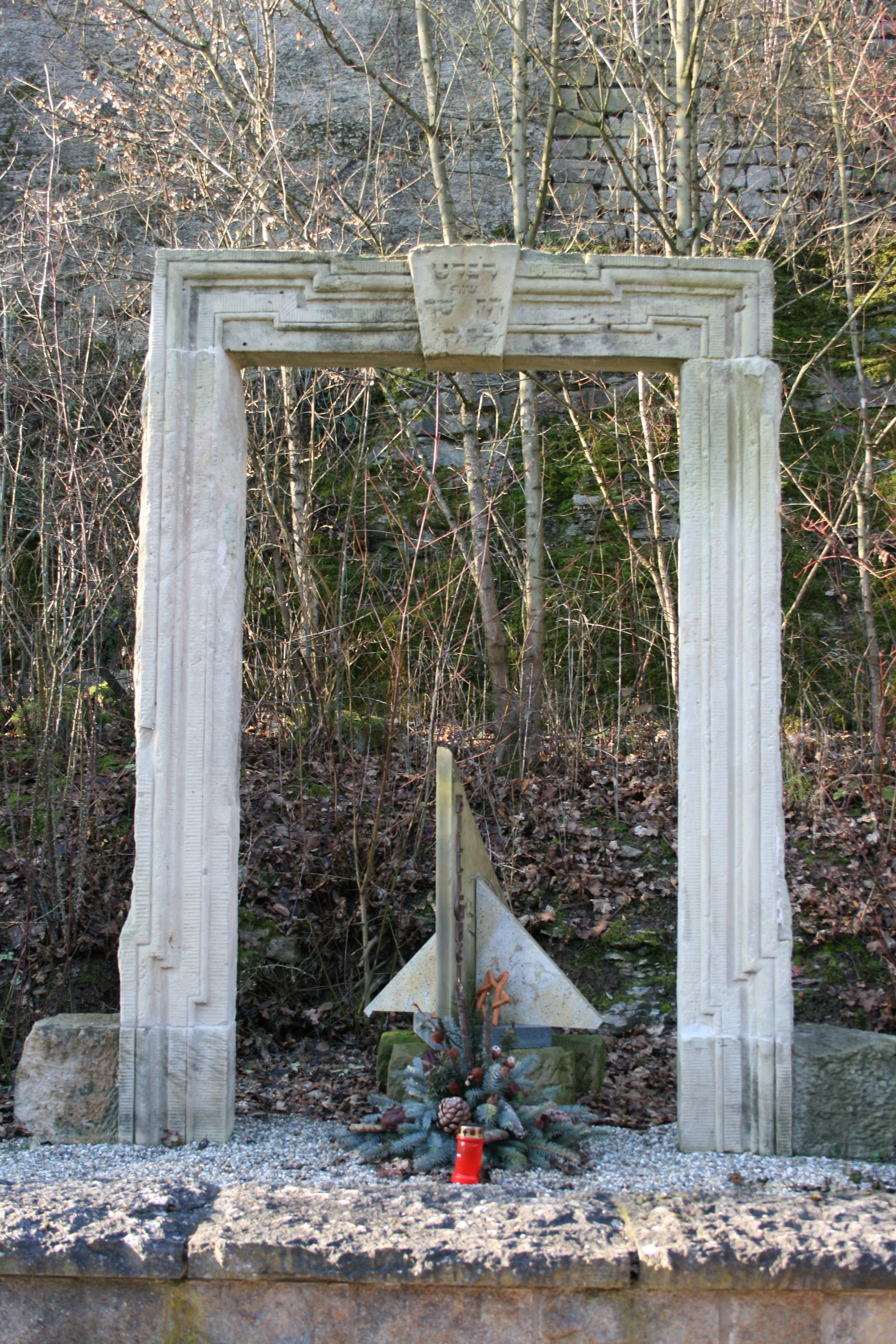
Denkmal für die ehemaligen jüdischen Mitbürgerinnen und Mitbürger

Seit dem Dreißigjährigen Krieg gab es in Billigheim eine jüdische Gemeinde. 1804 wurde eine Synagoge in der Schefflenztalstraße erbaut und von 1835 bis 1876 gab es eine jüdische Elementarschule. 1842 lebten 140 Juden in Billigheim. Diese Zahl verringerte sich in der Folgezeit. 1933 lebten noch 30 jüdische Bürger im Ort. In der Gemarkung Neudenau befand sich die Beerdigungsstätte; erste Begräbnisse wurden vermutlich bereits im 18. Jahrhundert vorgenommen. Während der Novemberpogrome 1938 demolierten SA-Angehörige die Inneneinrichtung der Synagoge, ein Brand konnte aber verhindert werden. Im Rahmen der sogenannten „Aktion Buerckel“ wurden am 22. Oktober 1940 die letzten zehn verbliebenen jüdischen Gemeindemitglieder ins französische Internierungslager Gurs deportiert. Mindestens sieben von ihnen starben dort oder in Auschwitz. Die Synagoge wurde 1990 abgerissen. Das Türgewand der Synagoge blieb erhalten und ist heute eine Gedenkstätte.

## Politik

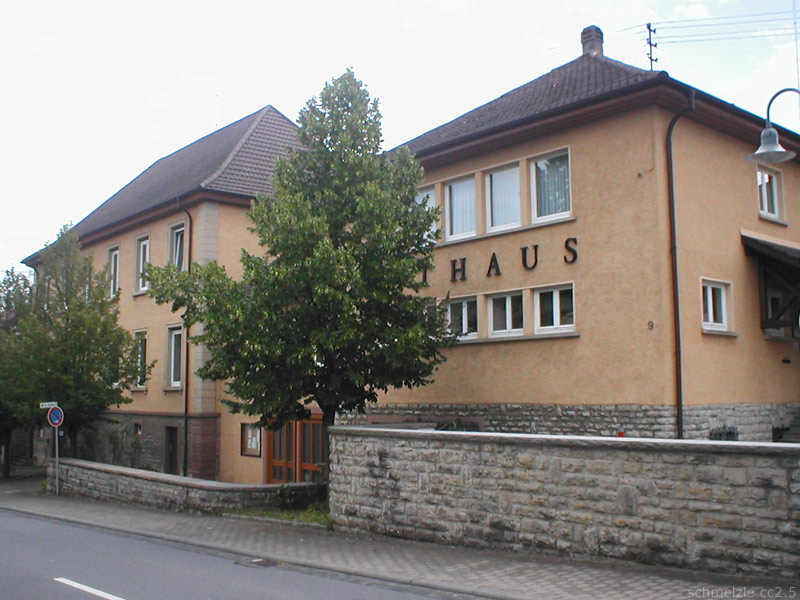
Rathaus von Billigheim

### Gemeinderat
In Billigheim wird der Gemeinderat nach dem Verfahren der unechten Teilortswahl gewählt. Diese garantiert den Ortsteilen eine festgelegte Anzahl von Sitzen. Aus Billigheim und Sulzbach kommen mindestens je fünf, aus Allfeld mindestens vier, aus Katzental und Waldmühlbach mindestens je zwei Gemeinderäte. Der Gemeinderat hat normalerweise 18 Mitglieder. Dabei kann sich die Zahl der Gemeinderäte durch Überhangmandate (Ausgleichssitze) verändern. 2024 besteht er aus 20 gewählten ehrenamtlichen Gemeinderäten und dem Bürgermeister als Vorsitzendem. Der Bürgermeister ist im Gemeinderat stimmberechtigt.
Die Kommunalwahl am 9. Juni 2024 führte zu folgendem Ergebnis.
| Parteien und Wählergemeinschaften | Parteien und Wählergemeinschaften           | % 2024  | Sitze 2024 | % 2019 | Sitze 2019 | Kommunalwahl 2024 %6050403020100 50,57 % (−5,53 %p)36,59 % (+16,79 %p)12,84 % (−11,26 %p) CDUFWSPD20192024 |
| CDU                               | Christlich Demokratische Union Deutschlands | 50,57   | 10         | 56,1   | 10         | Kommunalwahl 2024 %6050403020100 50,57 % (−5,53 %p)36,59 % (+16,79 %p)12,84 % (−11,26 %p) CDUFWSPD20192024 |
| FW                                | Freie Wähler                                | 36,59   | 7          | 19,8   | 4          | Kommunalwahl 2024 %6050403020100 50,57 % (−5,53 %p)36,59 % (+16,79 %p)12,84 % (−11,26 %p) CDUFWSPD20192024 |
| SPD                               | Sozialdemokratische Partei Deutschlands     | 12,84   | 3          | 24,1   | 4          | Kommunalwahl 2024 %6050403020100 50,57 % (−5,53 %p)36,59 % (+16,79 %p)12,84 % (−11,26 %p) CDUFWSPD20192024 |
| gesamt                            | gesamt                                      | 100,0   | 20         | 100,0  | 18         | Kommunalwahl 2024 %6050403020100 50,57 % (−5,53 %p)36,59 % (+16,79 %p)12,84 % (−11,26 %p) CDUFWSPD20192024 |
| Wahlbeteiligung                   | Wahlbeteiligung                             | 64,01 % | 64,01 %    | 59,4 % | 59,4 %     | Kommunalwahl 2024 %6050403020100 50,57 % (−5,53 %p)36,59 % (+16,79 %p)12,84 % (−11,26 %p) CDUFWSPD20192024 |

### Bürgermeister
Der Bürgermeister wird in direkter Wahl für eine Amtszeit von acht Jahren gewählt.
| 1974–1982 | Hermann Rieth (krankheitsbedingt in Ruhestand getreten)    |
| 1982–2000 | Ronald Schwammel (krankheitsbedingt in Ruhestand getreten) |
| 2001–2017 | Reinhold Berberich                                         |
| seit 2017 | Martin Diblik                                              |

Mit 84,62 Prozent der Stimmen wurde im Januar 2017 Martin Diblik zum Bürgermeister gewählt, der langjährige Amtsinhaber Reinhold Berberich bekam 14,44 Prozent der Stimmen. Am 19. Januar 2025 wurde Diblik mit 98,7 Prozent der Stimmen für eine zweite Amtszeit wiedergewählt.

### Wappen
In geteiltem Schild oben in Blau schräggekreuzt ein goldener (gelber) Krummstab und ein goldenes (gelbes) Patriarchenhochkreuz mit Kleeblattenden, beide umschlungen von einem silbernen (weißen) Tuch, unten in Silber (Weiß) ein achtspeichiges Rad.
Das Wappen erinnert mit Krummstab und Kreuz an das ehemalige Frauenkloster in Billigheim und mit dem Rad an die kurmainzische Ortsherrschaft vor 1803 (Mainzer Rad).

#### Wappen der fünf Ortsteile

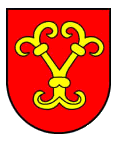
Allfeld
Billigheim
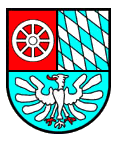
Katzental
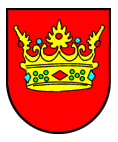
Sulzbach
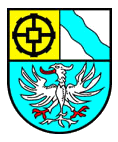
Waldmühlbach

### Gemeindepartnerschaften
- Altofen-Krottendorf (Óbuda-Békásmegyer, 3. Bezirk von Budapest/Ungarn)

## Wirtschaft und Infrastruktur

### Verkehr
Von 1908 bis 1965 schloss die private Schefflenztalbahn Billigheim ausgehend von Oberschefflenz an das Eisenbahnnetz an.

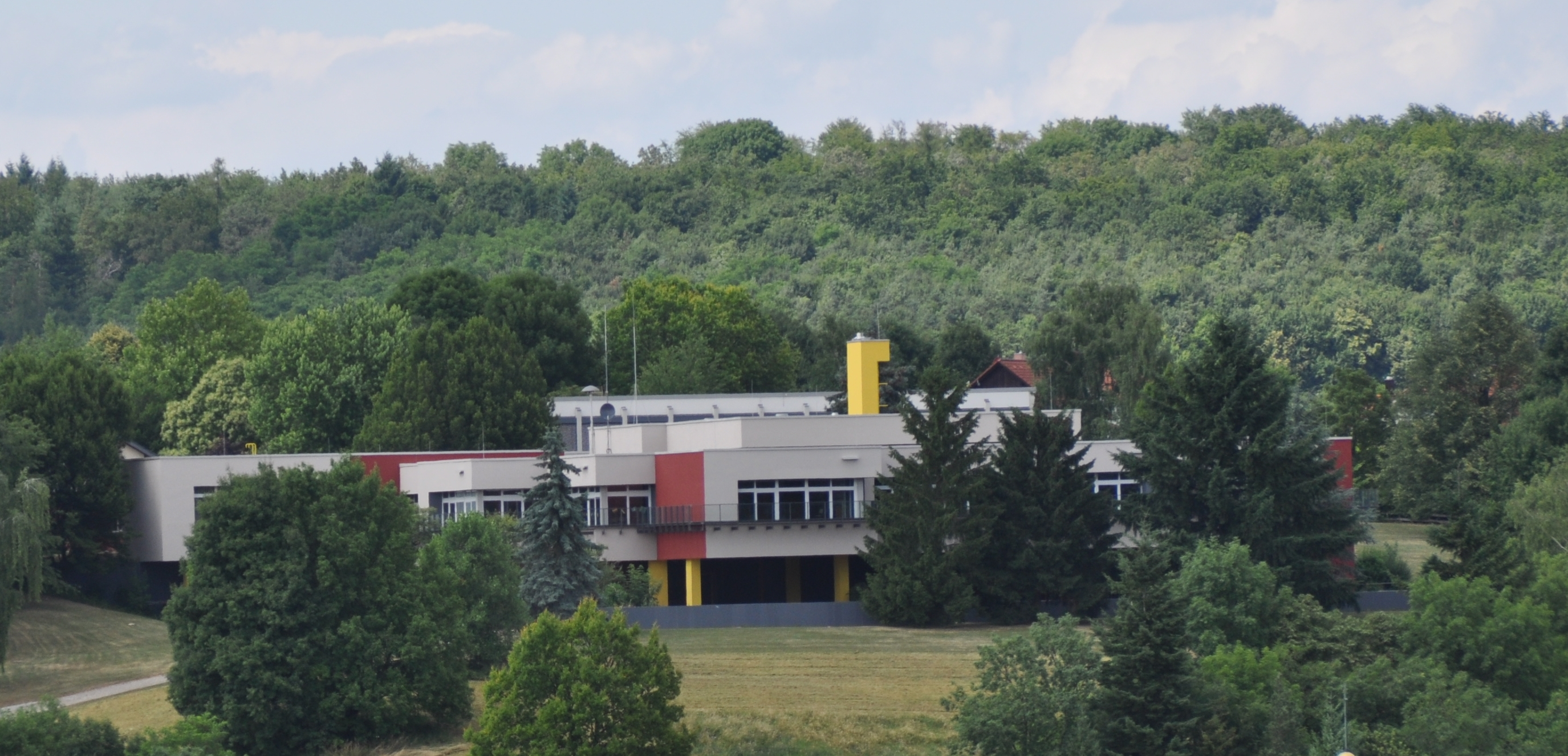
Grund- und Werkrealschule Billigheim

### Bildungseinrichtungen
In der Gemeinde Billigheim gibt es neben einer Grund- und Werkrealschule im Ortsteil Billigheim, wobei die Kinder der Klassen 1 und 2 aus Billigheim, Katzental und Waldmühlbach in der Grundschule in Waldmühlbach untergebracht sind, auch je eine Grundschule in Allfeld und in Sulzbach. Außerdem gibt es fünf Kindergärten in der Gemeinde.

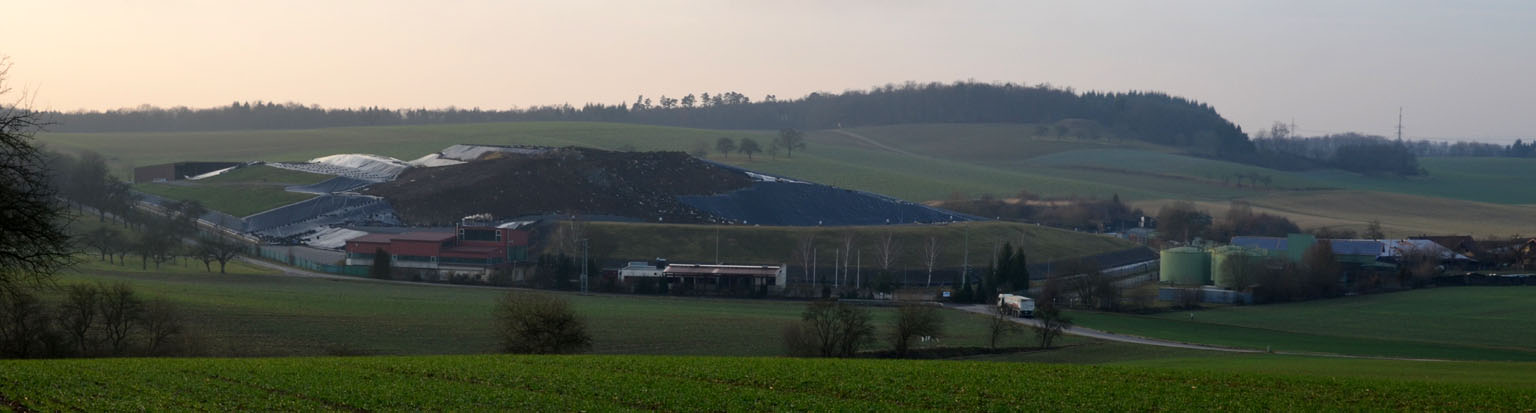
Ansicht der Sonderabfalldeponie von Osten (Dez. 2011)

### Sonderabfalldeponie
1984 eröffnete das Land Baden-Württemberg in Billigheim als Ersatz für die geschlossene Deponie in Malsch die „Sonderabfalldeponie Billigheim“ für andienungspflichtige Sonderabfälle. Eigentümer der Deponie ist die landeseigene Sonderabfall-Deponiegesellschaft Baden-Württemberg mbH (SAD). 2000 wurde die HIM mit der Betriebsführung beauftragt.
Die Kapazität der Deponie beträgt insgesamt rund 930.000 m³, wovon im Juni 2020 rund 810.000 m³ verfüllt waren. Die geschätzte Restlaufzeit beträgt noch rund 8–10 Jahre.

## Kultur und Sehenswürdigkeiten

### Bauwerke
Bevor Dietmar von Lauda zum Zweiten Kreuzzug (1147–1149) aufbrach, gründete er am Bach Schefflenz in Billigheim ein Nonnenkloster, das 1166 erstmals urkundlich erwähnt wird und das 1238 durch den Würzburger Bischof Hermann I. von Lobdeburg dem Zisterzienserorden angeschlossen wurde. Es war anfänglich Kloster Ebrach unterstellt, später dem nahe gelegenen Kloster Schöntal. Der ursprüngliche Name Marienbrunn wich anderen Bezeichnungen, u. a. „Klösterlein zu den Sieben Seligkeiten“. Als sich 1584 beim Tod der letzten Äbtissin, Katharina II. von Günderode, nur noch eine Nonne im Kloster befand, hob der Erzbischof von Mainz, Wolfgang von Dalberg, das Kloster auf. Von den Bauten hat sich nur die Klosterkirche, ursprünglich Marienkirche, heute Pfarrkirche St. Michael, erhalten, die von 1972 bis 1975 modern erweitert wurde. Krummstab und Kreuz im Wappen der Gemeinde Billigheim erinnern an das einstige Kloster, ferner in Heilbronn der Billigheimer Hof. 

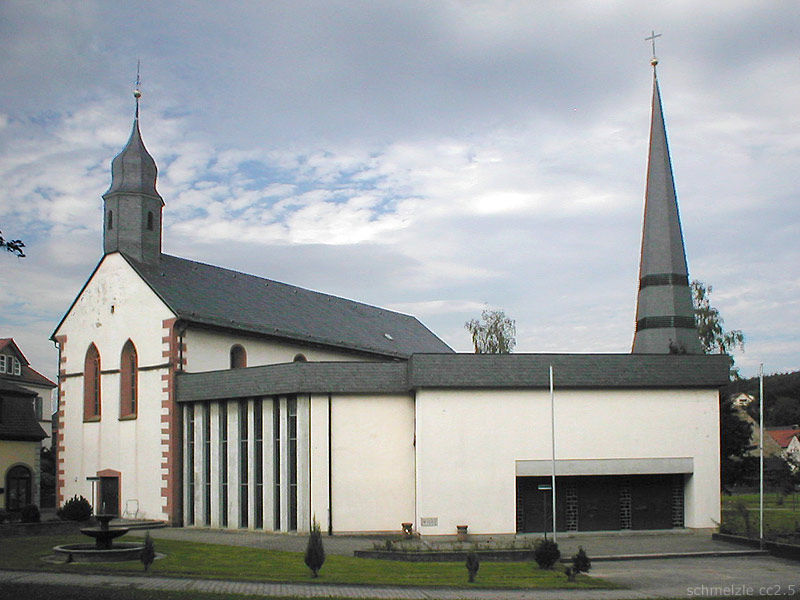
Pfarrkirche St. Michael

In der Ortsmitte von Billigheim befindet sich die katholische Pfarrkirche St. Michael, die im 12. Jahrhundert als Klosterkirche des Klosters Billigheim erbaut wurde. Nach Aufhebung des Klosters 1584 wurden die restlichen Klostergebäude abgerissen. 1971–1975 wurde die Kirche renoviert und durch einen Erweiterungsbau und einen freistehenden Turm zu ihrer heutigen Gestalt vergrößert. Der eichenhölzerne Dachstuhl des Langhauses aus dem 12. Jahrhundert gilt als große Kostbarkeit.
Bei der Pfarrkirche St. Michael befindet sich die Remise, ein Wirtschaftsgebäude, das 1625 aus den Steinen des abgebrochenen Konventsgebäudes des Klosters errichtet wurde und seit den 1970er Jahren Kindergarten ist. Die Remise trägt das Wappen von Erzbischof Johann Schweikhard von Cronberg.
Das alte Schul- und Rathaus mit dem markanten Glockentürmchen wurde 1838 errichtet. Im Ort befinden sich zahlreiche weitere historische Anwesen und Bildstöcke. Die evangelische Kirche ist eine ehemalige, später erweiterte Notkirche von 1964.
Am Arcoplatz ist die Apsis der ehemaligen gotischen Pfarrkirche zu sehen. An dieser Stelle wurde bereits im 9. oder 10. Jahrhundert eine hölzerne Kapelle errichtet, die dem Erzengel Michael geweiht war. Hier befand sich auch der Friedhof des Ortes. Die Kapelle wurde im 11./12. Jahrhundert durch einen Brand zerstört. Im 13. Jahrhundert wurde als Nachfolgebau die gotische Pfarrkirche St. Michael gebaut. Diese diente bis zur Aufhebung des Klosters als Pfarrkirche. Seither wurde die Klosterkirche als Pfarrkirche genutzt und der alte Bau diente zunächst noch als Friedhofskapelle. Den Namen erhielt dieser Platz von den Grafen von Leiningen-Billigheim zur Erinnerung an Gräfin Gabriele von Leiningen, geb. von Arco.

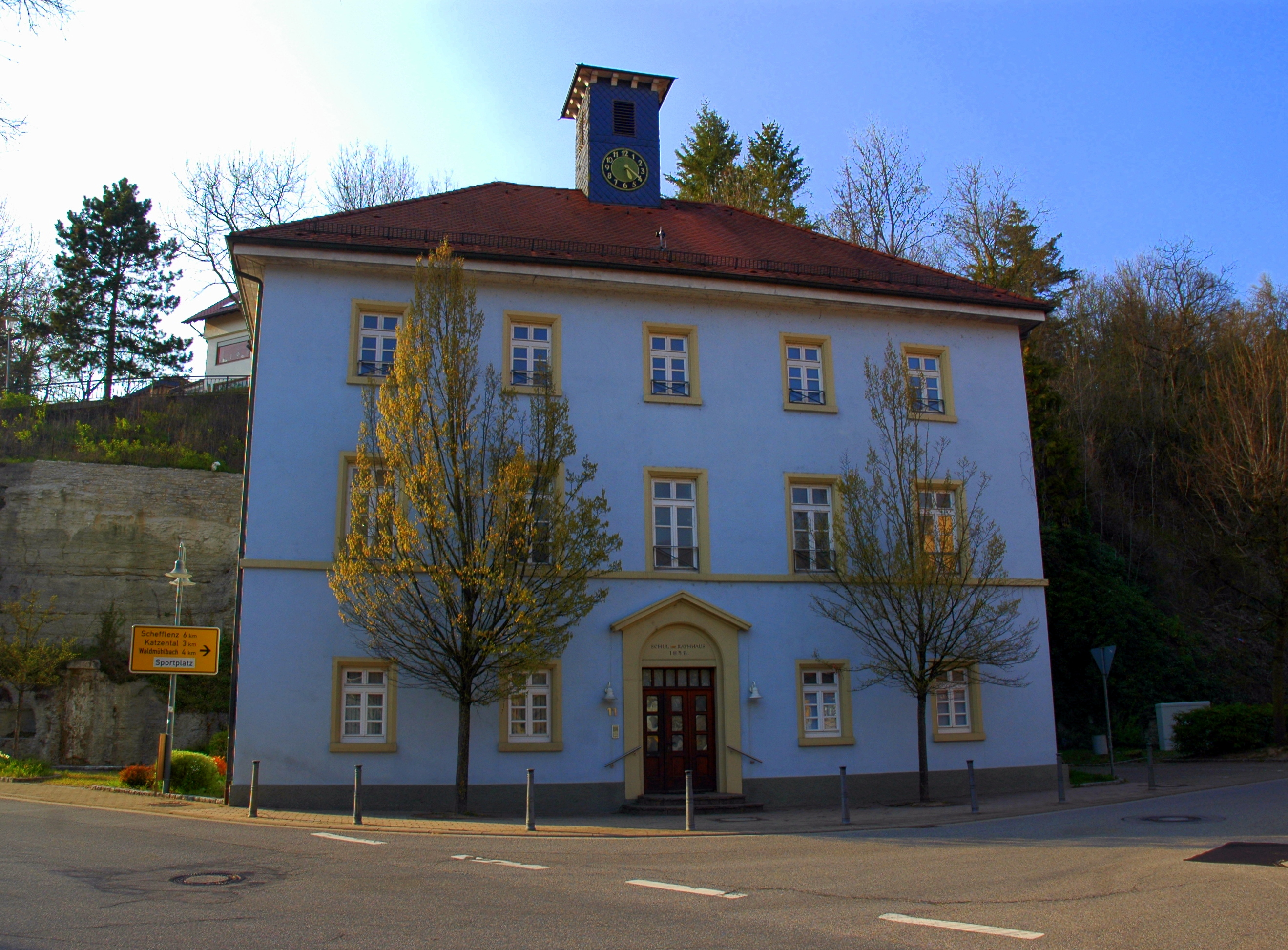
Altes Rathaus
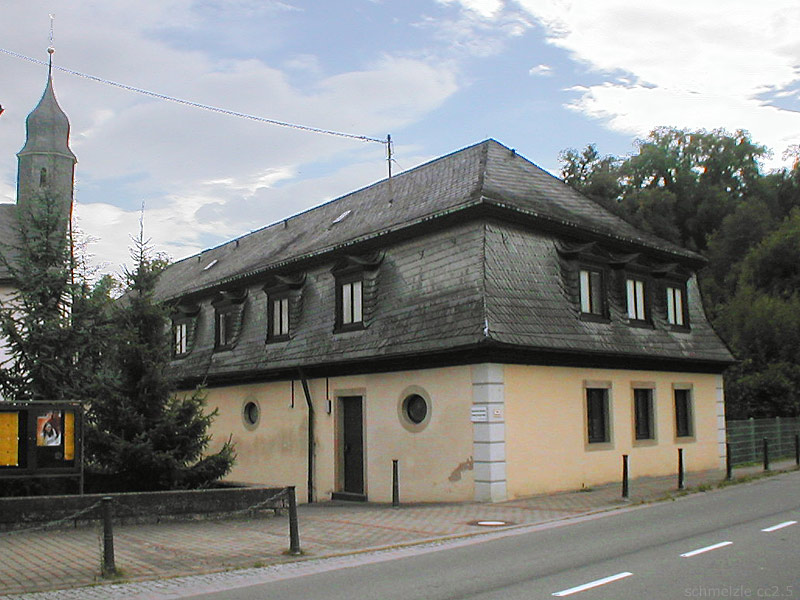
Remise
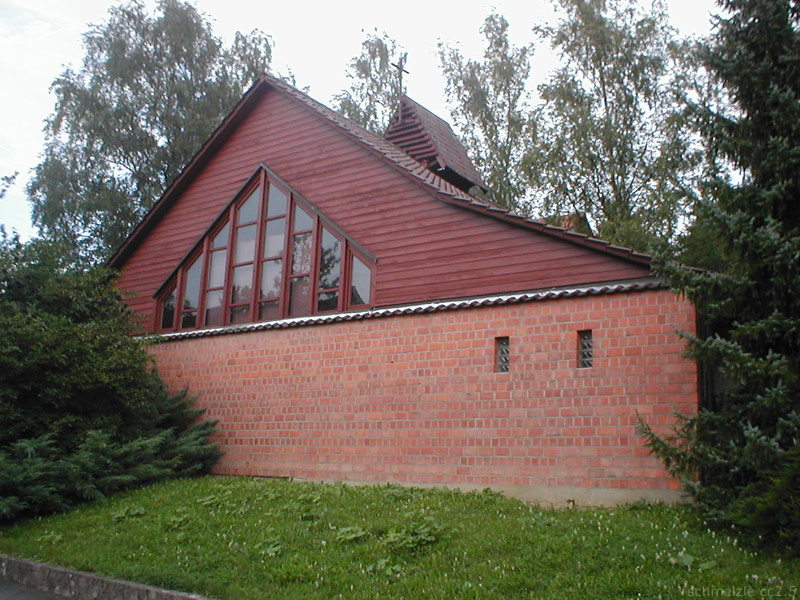
Evangelische Kirche
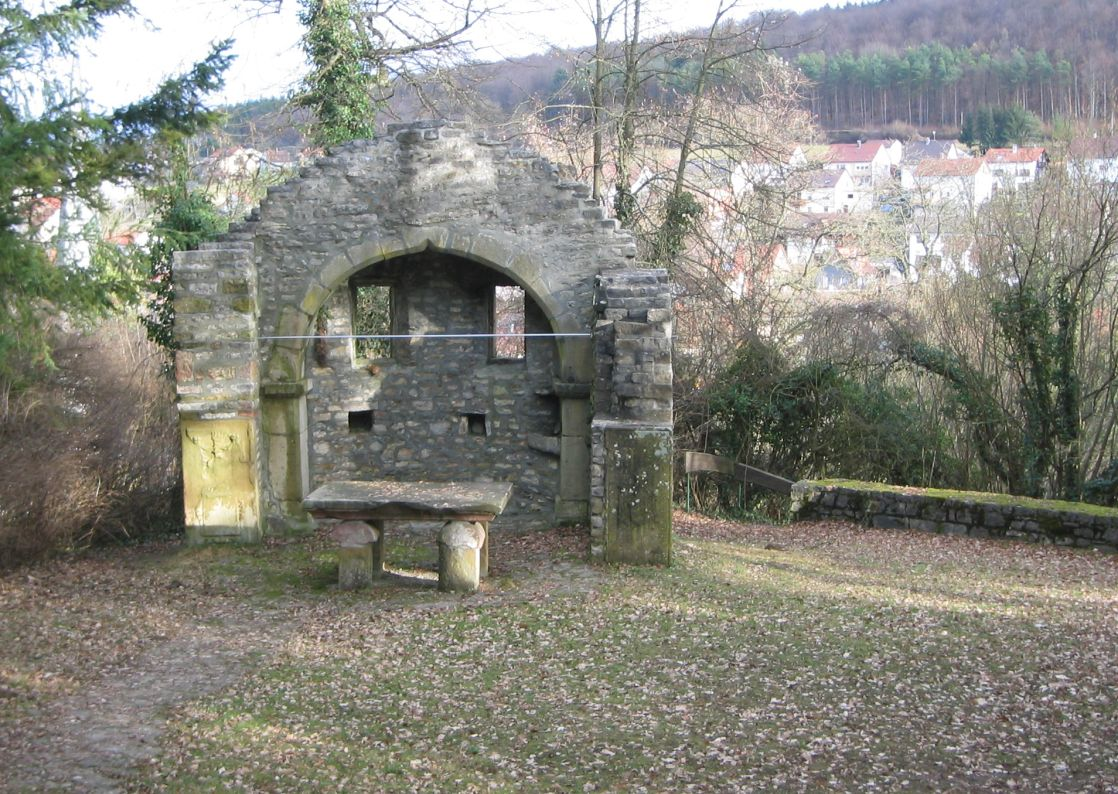
Arcoplatz
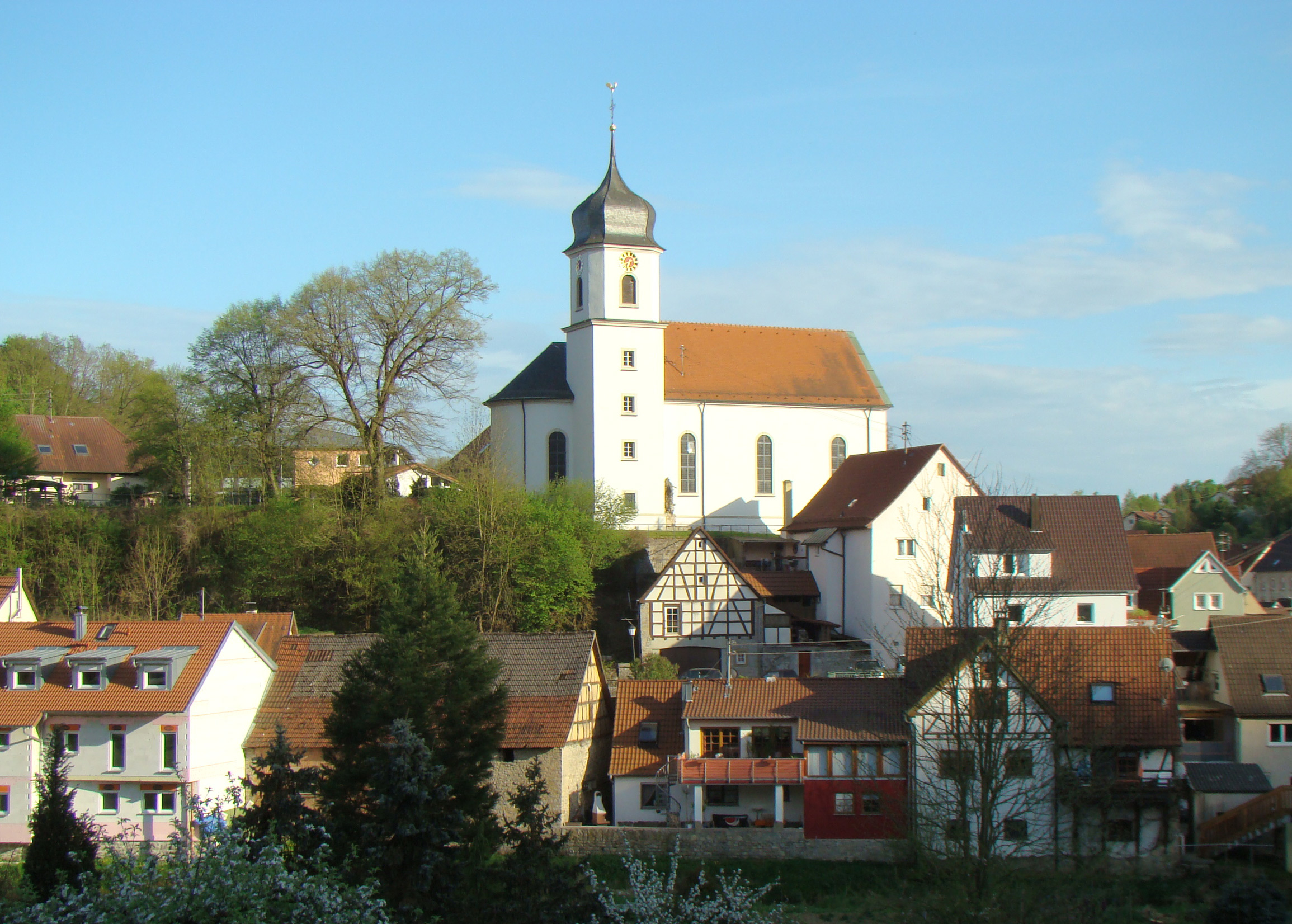
Allfeld Blick zur Kirche
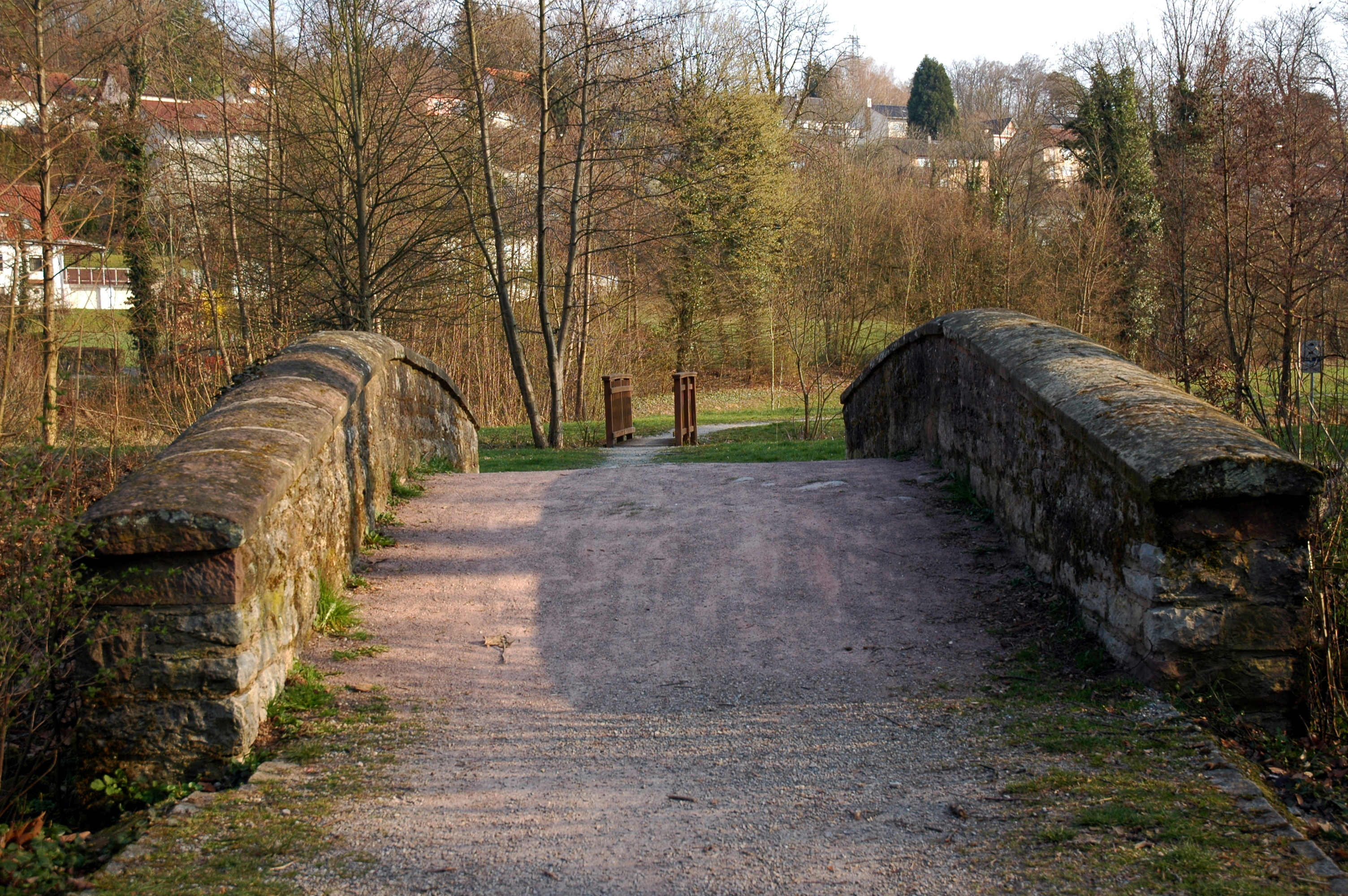
Billigheim – historische Brücke über die Schefflenz im ehemaligen Klosterbereich

### Gedenkstätten
Eine Gedenktafel an der Friedhofshalle sowie das Türgewand der ehemaligen Synagoge in der Schefflenztalstraße erinnern an die Deportation der jüdischen Frauen und Männer des Ortes, von denen mindestens sieben durch den NS-Terror ums Leben kamen.

## Persönlichkeiten

### Söhne und Töchter des Ortes
- Ludwig Burger (1850–1936), Tonsetzer und Regens Chori des Kirchenmusikvereins bei St. Martin in Preßburg
- Karl Ritter von Goebel (1855–1932), Botaniker